# Dinuba (Kalifornija)
Dinuba je grad u američkoj saveznoj državi Kalifornija. Prema popisu stanovništva iz 2010. u njemu je živjelo 21,453 stanovnika.

## Poznate osobe
- Martin John Zaninovich, vinogradar, vinogradarski dužnosnik, javni djelatnik